# Serpophaga cinerea
El piojito guardarríos (Serpophaga cinerea), también denominado tiranuelo saltarroyo (en Colombia), moscareta de los torrentes (en Perú), atrapamoscas de torrentes (en Venezuela), mosquerito guardarríos (en Costa Rica y Panamá), tiranolete guardarríos (en Ecuador) o piojito de los torrentes, es una especie de ave paseriforme de la familia Tyrannidae perteneciente al género Serpophaga. Es nativo de América Central y de regiones andinas del noroeste y oeste de América del Sur.

## Distribución y hábitat
Las dos subespecies se distribuyen respectivamente en Costa Rica y el oeste de Panamá; y en las laderas y estribaciones andinas desde Colombia (incluyendo la Sierra Nevada de Santa Marta y la Serranía del Perijá) y noroeste de Venezuela, por Ecuador, Perú, hacia el sur hasta el centro de Bolivia.
Esta especie es visible y considerada común en sus hábitats naturales: los torrentes rocosos y ríos andinos, ocurriendo tanto en ambientes boscosos como semiabiertos, entre los 700 y los 2800 m de altitud.

## Sistemática

### Descripción original
La especie S. cinerea fue descrita por primera vez por el ornitólogo suizo Johann Jakob von Tschudi en 1844 bajo el nombre científico Leptopogon cinereus; su localidad tipo es: «Perú; el holotipo es de Tarma, Junín».

### Etimología
El nombre genérico femenino «Serpophaga» se compone de las palabras del griego «serphos» que significa ‘mosquito’, ‘jején’, y «phagos» que significa ‘comer’; y el nombre de la especie «cinerea», proviene del latín «cinereus» que significa ‘de color gris ceniciento’.

### Taxonomía
Los estudios de Chebez & Agnolin (2012) presentaron evidencias de que el género Serpophaga no es monofilético y propusieron un nuevo género: Holmbergphaga Chebez & Agnolin, 2012, agrupando a las especies Serpophaga nigricans, S. hypoleuca y la presente. Sin embargo, si separadas, el nombre Ridgwayornis W. Bertoni, 1925, tendría prioridad, según el Comité de Clasificación de Sudamérica (SACC).

### Subespecies
Según las clasificaciones del Congreso Ornitológico Internacional (IOC) y Clements Checklist/eBird se reconocen dos subespecies, con su correspondiente distribución geográfica:
- Serpophaga cinerea grisea Lawrence, 1871 – Costa Rica y oeste de Panamá (al este hasta Veraguas).
- Serpophaga cinerea cinerea (Tschudi), 1844 – laderas y estribaciones andinas desde Colombia (incluyendo la Sierra Nevada de Santa Marta y la Serranía del Perijá) y Venezuela (Trujillo) hacia el sur hasta Bolivia (oeste de Santa Cruz).